# Nadezjden
Nadezjden (bulgariska: Надежден) är ett distrikt i Bulgarien.   Det ligger i kommunen Obsjtina Charmanli och regionen Chaskovo, i den centrala delen av landet, 230 km öster om huvudstaden Sofia.
Trakten runt Nadezjden består till största delen av jordbruksmark. Runt Nadezjden är det ganska glesbefolkat, med 38 invånare per kvadratkilometer.